# 石原藤次郎
石原 藤次郎（いしはら とうじろう、1908年（明治41年）8月26日 - 1979年（昭和54年）10月2日）は、昭和時代の土木工学者。

## 経歴
京都府に生まれる。1930年（昭和5年）京都帝国大学工学部土木工学科を卒業し、同大講師、助教授を経て、1943年（昭和18年）教授となり、1973年（昭和48年）退官する。退官後は、日本大学理工学部教授となった。この間、工学部長、防災研究所長、大型計算機センター長などを歴任した。日本学術会議会員、同第五部長。ほか、国際水理学会会議組織委員長、土木学会会長などを務めた。
水理学、水文学、河川工学、海岸工学における先駆的、体系的な業績を残した。特に河床洗堀、開水路水理学、水理学統計学などの分野において功績がある。